# NHL 1923/24
Die NHL-Saison 1923/24 war die siebte Spielzeit in der National Hockey League. Vier Teams spielten jeweils 24 Spiele. Die beiden Bestplatzierten der regulären Saison spielten in zwei Spielen das NHL-Finale um den Einzug in die Stanley-Cup-Finalrunde. Hier setzten sich die Montréal Canadiens gegen den Tabellenführer der regulären Saison, die Ottawa Senators durch. Dort setzten sich die Canadiens zuerst gegen den Sieger der PCHA, die Vancouver Maroons mit 2:0-Siegen durch, bevor sie ebenfalls in zwei Spielen gegen den Sieger der WCHL, die Calgary Tigers und somit den Stanley Cup gewannen. In dieser Saison wurde die erste Auszeichnung für einen Spieler eingeführt. Die Hart Memorial Trophy ging im ersten Jahr an Ottawas Frank Nighbor. Auch ein anderer Spieler der Senators schrieb sich in die Geschichtsbücher. Mit nur zwei Assists wurde Cy Denneny auf Grund seiner 22 Tore zum besten Scorer. Hierbei half ihm auch der Topscorer der vorherigen und der folgenden Saison. Torontos Babe Dye schockte sein Team mit seinem Entschluss Baseballprofi zu werden. Er kehrte erst im Dezember aufs Eis zurück und verpasste in dieser Saison fünf Spiele. Fünf Punkte fehlten ihm zum Scoring-Titel.

## Reguläre Saison

### Tabelle
Abkürzungen: GP = Spiele, W = Siege, L = Niederlagen, T = Unentschieden, GF = Erzielte Tore, GA = Gegentore, Pts = Punkte
|                       | GP | W  | L  | T | GF | GA | Pts |
| --------------------- | -- | -- | -- | - | -- | -- | --- |
| Ottawa Senators       | 24 | 16 | 8  | 0 | 74 | 54 | 32  |
| Canadiens de Montréal | 24 | 13 | 11 | 0 | 59 | 48 | 26  |
| Toronto St. Patricks  | 24 | 10 | 14 | 0 | 59 | 85 | 20  |
| Hamilton Tigers       | 24 | 9  | 15 | 0 | 63 | 68 | 18  |

### Beste Scorer
Abkürzungen: GP = Spiele, G = Tore, A = Assists, Pts = Punkte
| Spieler         | Mannschaft | GP | G  | A  | Pts |
| --------------- | ---------- | -- | -- | -- | --- |
| Cy Denneny      | Ottawa     | 22 | 22 | 2  | 24  |
| Georges Boucher | Ottawa     | 21 | 13 | 10 | 23  |
| Billy Boucher   | Montreal   | 23 | 16 | 6  | 22  |
| Billy Burch     | Hamilton   | 24 | 16 | 6  | 22  |
| Aurèle Joliat   | Montreal   | 24 | 15 | 5  | 20  |
| Babe Dye        | Toronto    | 19 | 16 | 3  | 19  |
| Jack Adams      | Toronto    | 22 | 14 | 4  | 18  |
| Reg Noble       | Toronto    | 23 | 12 | 5  | 17  |
| Howie Morenz    | Montreal   | 24 | 13 | 3  | 16  |
| King Clancy     | Ottawa     | 24 | 8  | 8  | 16  |

## Stanley-Cup-Playoffs
Alle Spiele fanden im Jahr 1924 statt.

### NHL-Finale
| Montréal Canadiens vs. Ottawa Senators | Montréal Canadiens vs. Ottawa Senators | Montréal Canadiens vs. Ottawa Senators | Montréal Canadiens vs. Ottawa Senators | Montréal Canadiens vs. Ottawa Senators | Montréal Canadiens vs. Ottawa Senators |
| Datum                                  | Auswärtsteam                           | Auswärtsteam                           | Heimteam                               | Heimteam                               |                                        |
| -------------------------------------- | -------------------------------------- | -------------------------------------- | -------------------------------------- | -------------------------------------- | -------------------------------------- |
| 8. März                                | Montreal                               | 1                                      | 0                                      | Ottawa                                 |                                        |
| 11. März                               | Montreal                               | 4                                      | 2                                      | Ottawa                                 |                                        |
| Montreal gewinnt die Serie mit 2:0.    |                                        |                                        |                                        |                                        |                                        |

### Stanley-Cup-Halbfinale
| Montréal Canadiens vs. Vancouver Maroons | Montréal Canadiens vs. Vancouver Maroons | Montréal Canadiens vs. Vancouver Maroons | Montréal Canadiens vs. Vancouver Maroons | Montréal Canadiens vs. Vancouver Maroons | Montréal Canadiens vs. Vancouver Maroons |
| Datum                                    | Auswärtsteam                             | Auswärtsteam                             | Heimteam                                 | Heimteam                                 |                                          |
| ---------------------------------------- | ---------------------------------------- | ---------------------------------------- | ---------------------------------------- | ---------------------------------------- | ---------------------------------------- |
| 18. März                                 | Vancouver                                | 2                                        | 3                                        | Montreal                                 |                                          |
| 20. März                                 | Vancouver                                | 1                                        | 2                                        | Montreal                                 |                                          |
| Montreal gewinnt die Serie mit 2:0.      |                                          |                                          |                                          |                                          |                                          |

### Stanley-Cup-Finale
| Montréal Canadiens vs. Calgary Tigers                   | Montréal Canadiens vs. Calgary Tigers | Montréal Canadiens vs. Calgary Tigers | Montréal Canadiens vs. Calgary Tigers | Montréal Canadiens vs. Calgary Tigers | Montréal Canadiens vs. Calgary Tigers |
| Datum                                                   | Auswärtsteam                          | Auswärtsteam                          | Heimteam                              | Heimteam                              |                                       |
| ------------------------------------------------------- | ------------------------------------- | ------------------------------------- | ------------------------------------- | ------------------------------------- | ------------------------------------- |
| 29. März                                                | Calgary                               | 1                                     | 6                                     | Montreal                              |                                       |
| 31. März                                                | Calgary                               | 0                                     | 3                                     | Montreal                              |                                       |
| Montreal gewinnt die Serie mit 2:0 und den Stanley Cup. |                                       |                                       |                                       |                                       |                                       |
| Das zweite Spiel wurden in Ottawa ausgetragen           |                                       |                                       |                                       |                                       |                                       |

### Stanley-Cup-Sieger
| Stanley-Cup-Sieger Montréal Canadiens | Torhüter: Georges Vézina Verteidiger: Sprague Cleghorn (C), Billy Coutu, Sylvio Mantha Angreifer: Billy Bell, Billy Boucher, Bobby Boucher, Billy Cameron, Odie Cleghorn, Aurèle Joliat, Joe Malone, Howie Morenz Unbekannt/Rover: Charles Fortier Cheftrainer & General Manager: Leo Dandurand |

## NHL Awards und vergebene Trophäen
| Auszeichnung          | Spieler       | Team            |
| --------------------- | ------------- | --------------- |
| Hart Memorial Trophy: | Frank Nighbor | Ottawa Senators |